# Мелихов, Василий Михайлович
Василий Михайлович Мелихов (13 июля 1914 года — 7 июля 1990 года) — слесарь-монтажник строительно-монтажного управления № 1 треста «Востокнефтезаводмонтаж». Герой Социалистического Труда.

## Биография
Василий Михайлович Мелихов родился 13 июля 1914 года в с. Ново-Богородское ныне Матвеевского района Оренбургской области.
Образование — среднее.
Трудовую деятельность начал в 1932 году слесарем Златоустовского металлургического завода, с 1935 года работал на Усть-Катавском вагоностроительном заводе Челябинской области, в 1940—1943 гг. — слесарем-монтажником в строительном управлении № 7 треста «Башнефтезаводы». В 1943—1946 гг. — бригадир слесарей-монтажников треста № 8 в Красноводске Туркменской ССР. В 1946 году перешёл в монтажное управление № 10 треста «Нефтезаводмонтаж» в Октябрьском бригадиром слесарей-монтажников. В 1950—1959 гг. работал в Уфимском строительно-монтажном управлении № 9 треста № 7, с 1960 г. — в строительно-монтажном управлении № 1 треста «Востокнефтезаводмонтаж».
Участвовал в строительстве установок по перегонке нефти, термического крекинга, селективной очистки масел, парафина, каталитического риформинга, гидрокрекинга на нефтеперерабатывающих и нефтехимических предприятиях Башкирии.
Достиг высоких показателей в строительстве нефтехимических и нефтеперерабатывающих заводов. В течение продолжительного времени руководимый им коллектив систематически выполнял производственные задания с высоким уровнем технико-экономических показателей и эффективно работал на монтаже технологического оборудования нефтехимических и нефтеперерабатывающих заводов. В течение ряда лет В. М. Мелихов руководил бригадой слесарей-монтажников, систематически выполнял нормы выработки, досрочно выполнил свой семилетний план (1959—1965) в мае 1965 года, постоянно добивался выполнения заданий с высоким качеством монтажных работ и в установленные сроки.
Бригадир-наставник В. М. Мелихов обучил более 70 молодых рабочих.
За выдающиеся успехи, достигнутые в выполнении семилетнего плана в капитальном строительстве, Указом Президиума Верховного Совета СССР от 26 июля 1966 года В. М. Мелихову присвоено звание Героя Социалистического Труда.
До 1989 года работал заведующим подсобным хозяйством Уфимского монтажного управления № 1 треста «Востокнефтезаводмонтаж».
Умер 7 июля 1990 года.

## Награды
- Герой Социалистического Труда (1966)
- Орден Ленина